# Ramon Carnicer Blanco
Ramón Carnicer Blanco (Villafranca del Bierzo, Lleó, 24 de desembre de 1912 - Barcelona, 29 de desembre de 2007) va ser escriptor, lingüista i crític literari.

## Biografia

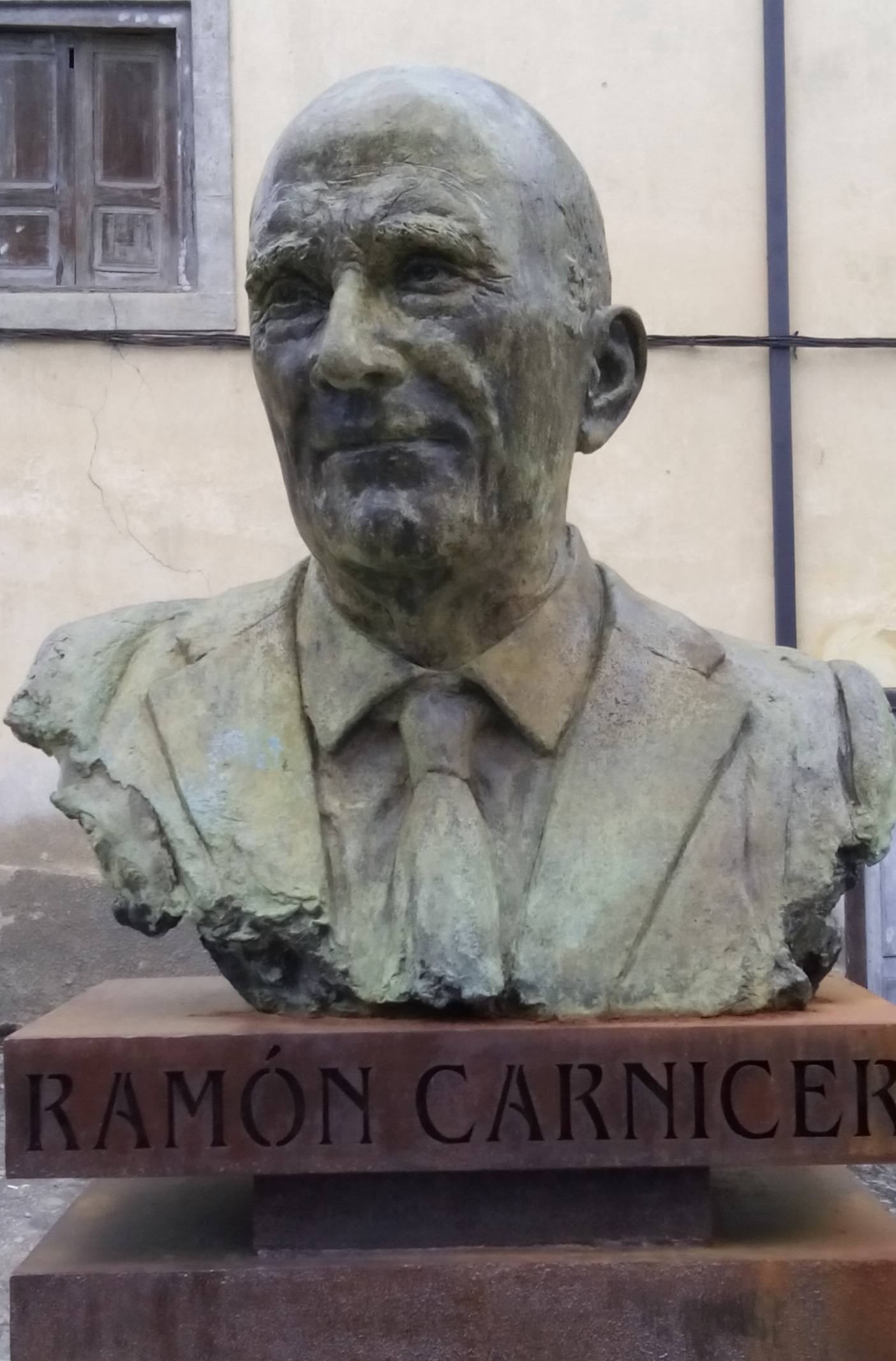
Bust de Ramón Carnicer a Villafranca del Bierzo, el seu poble natal

Es va llicenciar en Filologia Romànica per la Universitat de Barcelona el 1943, i posteriorment va estudiar com a becari a l'École d'Interprètes de la Universitat de Ginebra entre 1950 i 1951. Va ser encarregat del Curs d'Història de la Llengua i Literatura Espanyoles a la Universitat de Barcelona el 1951 i fundador del Curs d'Estudis Hispànics per a estrangers (1952) i de l'Escola d'Idiomes Moderns (1953), a la mateixa universitat. El 1953 es va casar amb Doireann MacDermott. Entre 1953 i 1960 va ser becari del Consell Superior d'Investigacions Científiques. El 1960 es va doctorar amb Premi Extraordinari per la Universitat de Barcelona per la seva tesi sobre Pau Piferrer. Va ser col·laborador del CSIC (1961-62). Va treballar com a professor visitant a la City University de Nova York el 1968, com a professor agregat a la Universitat de Saragossa el 1969, on va reorganitzar l'Instituto de Idiomas, i com a professor dels cursos d'estiu per a estrangers a les Universitats de Barcelona i Saragossa (Jaca).
Va renunciar a l'activitat docent per poder-se dedicar plenament a la literatura el 1972. El 1988 va ser nomenat director honorari de l'Escola d'Idiomes Moderns de la Universitat de Barcelona.

## Obra
Va publicar vint-i-cinc llibres. L'any 1961 aparegué el primer, Cuentos de ayer y de hoy, que va guanyar el Premi Leopoldo Alas. Dos anys després publicà Vida y obra de Pablo Piferrer, Premi Menéndez Pelayo. L'any 1968 vivia a Nova York i era professor a la City University; fruit de la seva estada, publicà Nueva York, nivel de vida, nivel de muerte, l'any 1970.
Algunes de les seves obres van tenir un gran ressò, com el llibre de viatges Donde las Hurdes se llaman Cabrera (1964), crònica d'un viatge que va fer l'any 1962 pel que era aleshores una comarca remota i oblidada. Altres llibres de viatges són Gracia y desgracias de Castilla la Vieja (1976), Las Américas peninsulares (1986), que reflecteix un llarg viatge per Extremadura, i Viaje a los enclaves españoles (1995).
Va escriure quatre novel·les, dos llibres de contes, assaig, cinc llibres sobre la llengua espanyola i dos llibres de memòries: Friso menor (1983) i Codicilo (1992).
Va ser col·laborador habitual de La Vanguardia, entre 1965 i 1983, i va fer monografies, assajos, centenars d'articles i alguns contes en una vuitantena de revistes i diaris. En col·laboració amb la seva esposa, Doireann MacDermott, va traduir llibres del francès, l'anglès i l'alemany. Va fer un centenar de conferències en universitats i entitats culturals a Espanya, Suïssa, Alemanya i els Estats Units.

### Narrativa
- Cuentos de ayer y de hoy (1961)
- Los árboles de oro (1962)
- También murió Manceñido (1972)
- Todas las noches amanece (1979)
- Las jaulas (1990)
- Pasaje Domingo. Una calle y 15 historias (1998)

### Llibres de viatges
- Donde las Hurdes se llaman Cabrera (1964. Nova edició 2012)
- Nueva York. Nivel de vida, nivel de muerte (1970. Nova edició 2012)
- Gracia y desgracias de Castilla la Vieja (1976)
- Las Américas peninsulares. Viaje por Extremadura (1986)
- Viaje a los enclaves españoles (1995)

### Assaig
- Vida y obra de Pablo Piferrer (1963)
- Entre la ciencia y la magia. Mariano Cubí (1969)
- Las personas y las cosas (1973)
- Del Bierzo y su gente (1986)
- Sobre esto y aquello (1988)
- El pintor leonés Primitivo Álvarez Armesto (1997)
- Cronicón Berciano (1998)
- Cajón de alfayate (2008)

### Memòries
- Friso Menor (1983)
- Codicilo (1992)

### Llibres sobre llengua
- Sobre el lenguaje de hoy (1969)
- Nuevas reflexiones sobre el lenguaje (1972)
- Tradición y evolución en el lenguaje actual (1977)
- Desidia y otras lacras en el lenguaje de hoy (1983)
- Sobre ortografía española (1992)

### Altres
- AA.VV., Marginados, fronterizos, rebeldes y oprimidos (1985)
- Capítols sobre Las Hurdes, La Cabrera i La Merindad de la Somoza
- Gil y Carrasco, Enrique, El señor de Bembibre (1971). Edició i pròleg.
- AA.VV., León, un viaje con guías (1990)
- Gil y Carrasco, Enrique, El señor de Bembibre i El lago de Carucedo (1992). Edició i pròleg.

## Premis i homenatges[calcitació]
- 1961: Premi Leopoldo Alas per Cuentos de ayer y de hoy.
- 1962: Medaglia d'Argento al Merito Culturale del Govern Italià.
- 1963: Premi Menéndez Pelayo del Consell Superior d'Investigacions Científiques per Vida y obra de Pablo Piferrer.
- 1962: Decideix no presentar-se a cap altre premi literari.
- 1971: Creu d'Alfons X el Savi.
- 1975: Fill adoptiu del municipi de Villadecanes (Lleó).
- 1976: Fill predilecte de Villafranca del Bierzo.
- 1977: Es dona el seu nom a la plaça del poble de Villadecanes (Lleó).
- 1988: Director honorari de l'Escola d'Idiomes Moderns de la Universitat de Barcelona.
- 1988: Es dona el seu nom a l'escola de Parandones (Lleó).
- 1989: Congrés homenatge a Ramón Carnicer organitzat per l'Instituto de Estudios Bercianos a Villafranca del Bierzo i Ponferrada.
- 1990: El seu conte Las rutas del progreso és portat al cinema per RTVE i s'emet l'any 1991 en la sèrie "Narradores" de TVE2.
- 1991: Es dona el seu nom al Centro Público de Formación de Adultos de Ponferrada (León).
- 1999: Fill adoptiu del municipi d'Encinedo (La Cabrera) en reconeixement pel seu llibre Donde las Hurdes se llaman Cabrera.
- 1999: Es dona el seu nom a un carrer de Ponferrada (Lleó).
- 2000: Doctor Honoris Causa per la Universitat de Lleó.[4]
- 2001: Exposició El viajero Ramón Carnicer, Museo del Bierzo de Ponferrada (Lleó).
- 2003: Premi Gil y Carrasco Ciutat de Ponferrada de Literatura.
- 2006: Es dona el seu nom a la Casa de Cultura de Villafranca del Bierzo.
- 2007: Llibre homenatge d'Ediciones Hontanar a la Feria del Libro de Ponferrada.
- 2008: III Jornadas de Autor de l'Instituto de Estudios Bercianos dedicades a Ramón Carnicer a Villafranca del Bierzo y Ponferrada.
- 2008: Exposició Ramón Carnicer. Viaje a la Cabrera al Museo de la Cabrera (Encinedo). En 2010 es presenta al Centro Leonés de Arte de l'Instituto Leonés de Cultura, a Lleó.
- 2010: L'Asociación de Bercianos en Cataluña el nomena Berciano Ilustre en Cataluña.
- 2012: Jornades d'Estudi i Homenatge dedicades a Ramón Carnicer a Lleó, Ponferrada i Villafranca del Bierzo.
- 2012: S'inaugura un bust de l'escriptor a la seva vila natal, Villafranca del Bierzo amb motiu del centenari del seu naixement.
- 2012: Homenatges amb motiu del centenari a la Universitat de Barcelona "Homenaje a Ramón Carnicer" i a l'Ateneu Barcelonès "Ramón Carnicer, escriptor, historiador i viatger"